# Johan Chin
Johan Chin, bijnaam van Johan Rudolf Njuk Fo (Paramaribo, 24 februari 1935), is een Surinaams biljarter, basketballer en voetballer. Hij was bestuurslid van de Surinaamse Biljart Bond.

## Biografie

### Jonge jaren
Zijn vader overleed toen hij drie jaar oud was. Na de lagere school en de mulo ging hij op 18-jarige leeftijd aan het werk. Doorstuderen was niet mogelijk omdat zijn moeder daar het geld niet voor had.
Op 14-jarige leeftijd ontwikkelde hij interesse voor het biljarten, waarbij hij veel leerde van zijn broer Egbert, alias Ako, maar ook van zijn broers George en Willem. In die tijd waren er weinig locaties met een biljarttafel en dankzij zijn broer Johan kreeg hij toegang tot deze vooral voor ouderen bestemde locaties.

### Nickerie
In 1951 verhuisde hij naar Nickerie. Hij werkte sindsdien in administratieve beroepen voor Ingenieursbureau H. van Dijk. In Nickerie bleef hij biljartspelen en wist hij steeds vaker te winnen van zijn rivaal Asang Tjon Tjauw Lien, wat hem aanvankelijk niet wilde lukken. Er werd ook uitgekomen tegen spelers uit Paramaribo, waaronder een keer met een sterk spelersveld bestaande uit Iwan Kaersenhout, André Kaersenhout en Egbert Chin A Hing. De winst ging toen geheel naar Paramaribo. In een ontmoeting met spelers uit Wageningen won John Chin beide partijen tegen Helderman en verloor Asang Tjon Tjauw Lim zijn partijen tegen Paul Indiaan.
Daarnaast werd hij in de basketbalselectie van Nickerie opgenomen en ging hij naar Georgetown, Guyana, voor wedstrijden tegen de Wanderers, het politieteam en Chinese basketbalteams. Tijdens het bezoek won de Nickeriaanse selectie alle wedstrijden. Ook werd in die tijd veel gewonnen van basketbalteams uit Paramaribo, zoals CLD met onder meer de topspeler Rudi van Eyck, Columbia onder leiding van Ludwig de Sanders, de Panthers en Paramount (later Ravens).
Verder speelde hij voetbal bij VV Sportivo die alleen uit spelers uit Paramaribo bestond die in Nickerie werkten. Later speelde hij voor Rising Star, met topspelers als Richard en Piet de Clerq. Na de ontbinding van de club stapte hij over naar VV Remo en daarna naar VV Zwaluw. Ook speelde hij mee in het selectie van de Nickerie Voetbal Bond.

### Huwelijk en terugkeer naar Paramaribo
In 1956 trouwde hij met Annie Kühn; samen kregen ze vijf dochters. In 1960 gingen ze terug naar Paramaribo, waar hij nog kortstondig basketbal en voetbal bleef spelen. In de periode van 1964 tot 1969 was de interesse in de biljartsport in Suriname bijna op een nulpunt terechtgekomen. Verder beoefende bij sporten als bridge, dammen, badminton en tafeltennis.
In Buiten-Sociëteit Het Park werd besloten om biljarten nieuw leven in te blazen en een toernooi te organiseren.  Hieraan namen ook Johan Chin en Iwan Kaersenhout deel. Beide spelers waren hun routine verloren en behaalden een matig resultaat. Voor Chin was dit een stimulans om aan zijn vorm te gaan werken, door dagelijks te gaan trainen. Toen André Kamperveen en Eugene Brahim in 1974 een toernooi in de speelstijl libre organiseerden, was hij terug en ging hij met de eerste prijs naar huis. Ook in 1976, 1978, 1979, 1980 en 1984 behaalde hij de eerste plaats.
Daarnaast was hij verschillende keren voor wedstrijden in het buitenland, zoals in 1977 in Curaçao, waar hij in vier beurten van Paul Woei won. en in 1979 om te spelen tegen de Antilliaanse en Nederlandse kampioen Hans Vultink.
Hij zette verschillende records en mijlpalen op zijn naam, onder meer door als eerste Surinamer een partij in een enkele beurt uit te spelen. Ook verbeterde hij de hoogste serie van 98 naar 110 en het hoogte gemiddelde van 17,85 naar 28,27. Vanaf 1976 was hij lid van het bestuur van de Surinaamse Biljart Bond. In 1979 riep de Vereniging van Sportjournalisten in Suriname hem uit tot Sportman van het Jaar.